# Clant

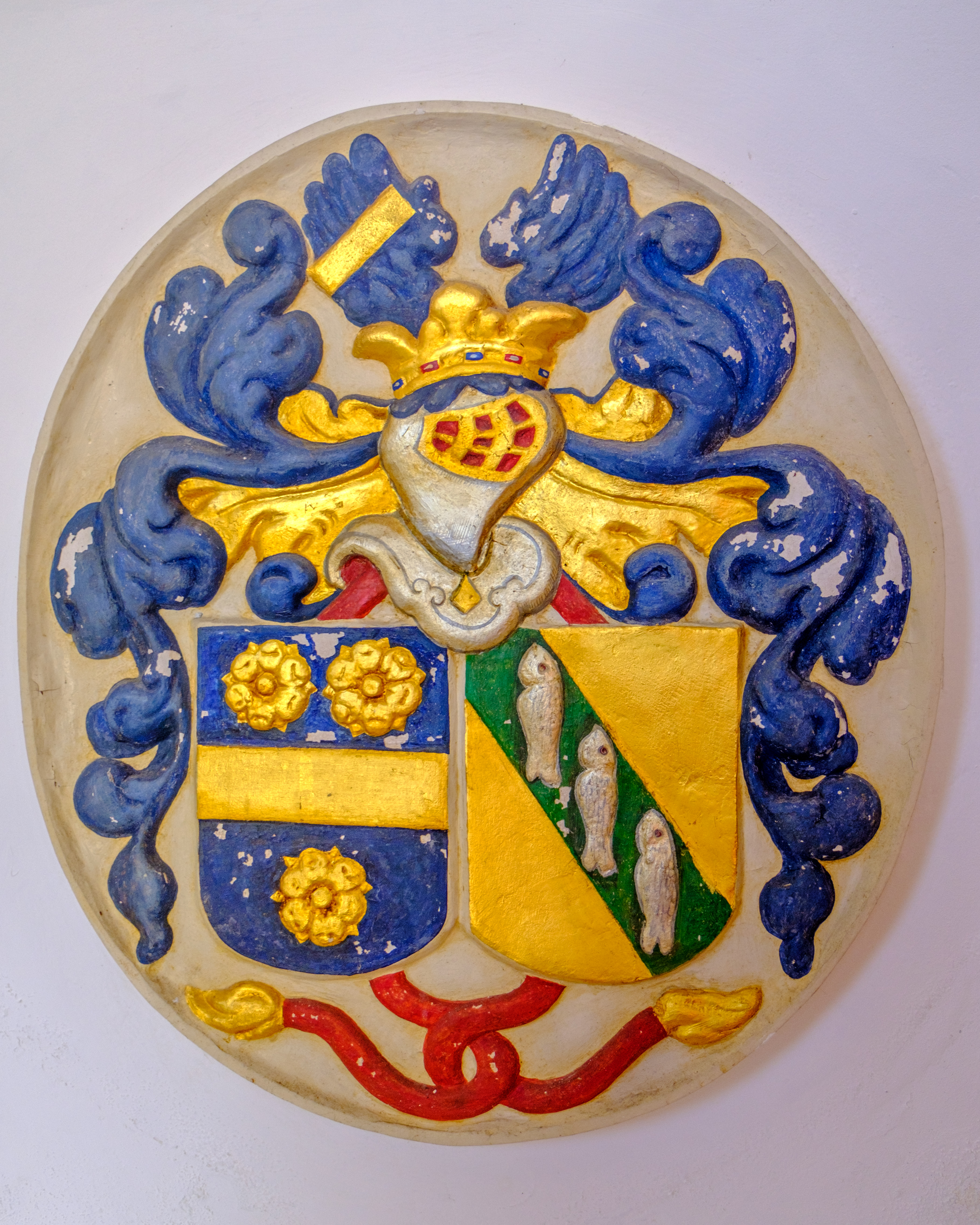
Familiewapen van Clant (rechts) als ingemetseld gipsafgietsel in de apsis van de kerk van Usquert

Clant is de naam van een geslacht van hoofdelingen  en jonkers uit Oost-Friesland en de Ommelanden die een belangrijke rol hebben gespeeld in de geschiedenis van de Nederlandse provincie Groningen.
Het geslacht is nauw verwant met meerdere adellijke families en jonkersgeslachten in Groningen, waaronder de geslachten Addinga, Coenders, Lewe, de Mepsche, Manninga, Rengers, Ripperda, Sickinghe en Wichers.

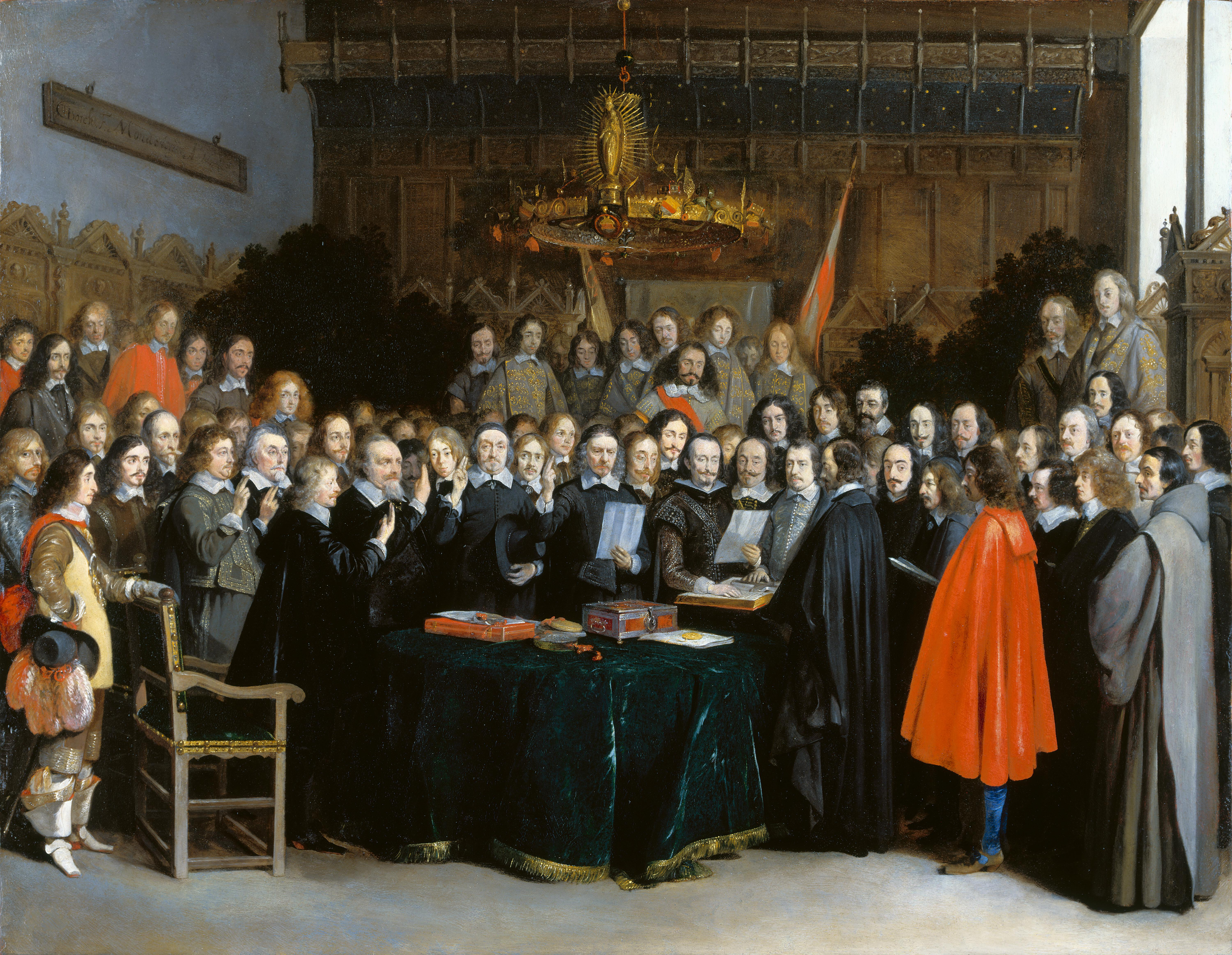
De ondertekening van het vredesverdrag van Münster - de zes onderhandelaars met opgeheven vingers, v.l.n.r. Willem Ripperda, Frans van Donia, Adriaan Clant tot Stedum, Adriaen Pauw, Jan van Mathenesse en Barthold van Gent (schilderij van Gerard ter Borch).

De naam Clant komt uit de Ommelanden. In de veertiende eeuw wordt het geslacht Clant voor het eerst vermeld; de oudst bekende stamvader is Hendrik Clant (getrouwd met Anna Polman).
Leden van het geslacht speelden een grote rol in de geschiedenis van Groningen. Een aantal leden was burgemeester van de stad Groningen, lid van de Staten van het gewest Stad en Lande en lid van de Staten-Generaal. Adriaan Clant tot Stedum was in 1648 afgevaardigde namens de Republiek der Zeven Verenigde Nederlanden bij de onderhandelingen over de Vrede van Münster.
De bekendste door familieleden bewoonde borgen waren de Hanckemaborg, Menkemaborg, Nittersum en Tammingahuizen.
Het geslacht stierf in 1833 uit met het overlijden van Jozina Edzardina Jacoba Clant van Hankema.

## Bekende telgen
- Adriaan Clant tot Stedum (1599-1665)
- Derk Jacob Clant (1638-1700)
- Edzard Jacob Clant (1584-1648)
- Johan Clant (1624-1694)
- Otto Clant (1566-1586)